# Ак-Тюз
Ак-Тюз (кирг. Ак-Түз) — село (до 2012 года — посёлок городского типа) в Кеминском районе Чуйской области Кыргызстана. Административный центр и единственный населённый пункт Ак-Тюзского аильного округа. Код СОАТЕ — 41708 213 520 01 0.

## География
Находится в 45 км к северо-востоку от железнодорожной станции Кемин…

## История
Возник в 1938 году как посёлок при Ак-Тюзском полиметаллическом руднике и обогатительной фабрике.

## Население
| 1959 | 1970 | 1979 | 1989 | 1999 | 2009 | 2014 | 2015 |
| ---- | ---- | ---- | ---- | ---- | ---- | ---- | ---- |
| 3676 | 3223 | 2517 | 2425 | 933  | 580  | 709  | 697  |